# Jean-Jacques Rakotomalala
Jean-Jacques Rakotomalala (3 de enero de 1965) es un deportista malgache que compitió en judo. Ganó una medalla de bronce en el Campeonato Africano de Judo de 1996 en la categoría de –78 kg.

## Palmarés internacional
| Campeonato Africano | Campeonato Africano   | Campeonato Africano | Campeonato Africano |
| Año                 | Lugar                 | Medalla             | Categoría           |
| ------------------- | --------------------- | ------------------- | ------------------- |
| 1996                | Sudáfrica (Sudáfrica) | Medalla de bronce   | –78 kg              |